# مغولستان (خانات)
مغولستان یا خانات جغتای شرقی یکی از خانات جغتایی مغول، و همچنین یک منطقهٔ جغرافیایی تاریخی در شمال کوه‌های تیان شان، در مرز آسیای میانه و آسیای شرقی بود. این ناحیه امروزه درون مرزهای قزاقستان، قرقیزستان و سینکیانگ چین جای گرفته‌است. مغولستان به صورت بخشی منفک از خانات جغتای بود. اگرچه در اینباره اختلاف نظر تاریخی وجود دارد که آیا مغولستان خاناتی مستقل بود، یا بخشی از خانات جغتای یا ایالتی خراجگزار دودمان مینگ چین.
ابتدای کار این خانات با اتحاد قبایلی کوچ‌نشین از خاندان جغتای در نزدیکی رود ایلی در سدهٔ چهاردهم میلادی بود. تجارت با چین سود سرشاری را از آن خان‌های مغولستان می‌نمود. در آینده جنگ داخلی و حملات تیموریان این خانات را تضغیف نمود. به مرور شهرهایی چون کاشغر و تورفان از این خانات مستقل شدند و در نهایت قزاق‌ها، قرقیزها و اویرات‌ها به عمر آن خاتمه دادند.